# II. Sándor pápa
II. Sándor (Baggio, 1010-es évek – Róma, 1073. április 21.) lehetett a történelem folyamán a 156. egyházfő, aki a katolikus egyház élére állhatott. Több mint tízéves pontifikátusa során Sándornak szembe kellett néznie az egyházat bomlasztó fegyelemmel. Szintén a Hildebrand által fémjelzett reformpápák közé tartozott, és ennek megfelelően erős kézzel próbált véget vetni a klérus viselkedésének torzulásain.
Elődjétől, II. Miklóstól komoly ellentéteket örökölt, amelyek a lateráni zsinat nyomán kerültek felszínre. Ez nemcsak a császári udvarral, hanem a Rómában kiskirályként élő nemességgel szemben is nehézségeket szült.

## Rögös út a Lateránba

### Élete és pályája
Eredetileg Anselmo da Baggio néven látta meg a napvilágot a lombardiai Baggio városában. Neve is mutatja, hogy családja szülőhelyének nemesi rangú ura volt. A tehetős család minden erejével támogatta az ifjú Anselmo tanulmányait, amelyet a mai Franciaország területén álló Bec kolostorában kezdett meg.
A vallásos neveltetés arra sarkallta Anselmot, hogy elvégezze a papi szemináriumot, és később az Úr szolgálatába álljon. Tanulmányait a clunyi apátságban folytatta, ahol akkoriban Hildebrand is tanult. Ez a városka számított akkoriban az egyházi reform kiinduló bázisának, és itt alapozta meg Anselmo későbbi szigorú erkölcseit.
Pappá szentelése után szülőföldjére került. A milánói érsek, Wido vezette egyházmegyében szinte Itáliaszerte egyedüliként tombolt az egyházi fegyelmezetlenség. Az érsek Rómától is függetleníteni akarta egyházát, és nem ismerte el a pápa elsőbbségét. Anselmo és több kortársa létrehozta a Patariát, amely azokat a világi és egyházi embereket foglalta magába, akik ellenezték a dobérzoló, és hitehagyott egyház képét, egyszerűbben: Wido irányítását.
Miután Szent Péter trónját is reformpárti egyházfők töltötték be, és egyre nagyobb hatalommal rendelkeztek, ezért Wido igyekezett elhallgattatni Anselmot és társait. A milánói püspökökkel azt eszelték ki, hogy Anselmot a német-római udvarba küldik, hogy távol legyen egyrészt tőlük, másrészt Rómától.
De később kiderült, hogy ez a terv csak olaj volt a tűzre. Anselmo Németországban is elvetette a reform magjait, és a német papság egyik vezető személyisége lett. Szívesen látták a császári udvarban is, és Ágnes császárné kegyeibe is beférkőzött. Ezért aztán 1057-ben Lucca püspökénbek szentelték fel. Ezzel a császári döntéssel Anselmo visszakerült a milánói egyházmegyébe, ahol sokkal nagyobb hatalommal és befolyással szólhatott bele Wido intézkedéseibe. Még abban az évben a Szentszék követévé nevezte ki Anselmot, hogy próbálja megszüntetni a szakadást Lombardiában. Később Hildebrand is csatlakozott hozzá, és végül II. Miklós pápa óhajára Damiáni Péter is Milánóba érkezett. A három kiváló szónok végül sikerrel járt, és 1059-ben Wido fejet hajtott Róma előtt, és átvette annak szabályait.

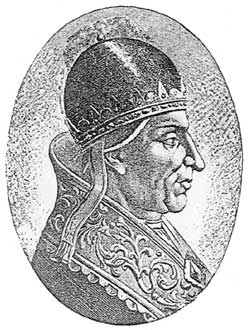
II. Sándor pápa

### Az elsőkonklávé
II. Miklós 1059-ben megtartott lateráni zsinata, amely új szabályokat alkotott a pápaválasztást illetően, már születését követően pár hónappal nagy felfordulást okozott mind a klérus, mind a világi politika körében. Miklós törvényei alapján az egyházfő megválasztására kizárólag a bíboros-püspökök voltak jogosultak. Az ő választottjukat az egész bíborosi kollégiumnak joga volt megszavazni, de másnak a törvények nem engedtek beleszólást a választásba. A német-római császár jogát is csak a megerősítésre mint az egyház által adott előjogra korlátozták. Ezen felül az apostoli szék a normannokkal kötött szövetséget, akiknek a feladata a hit és a pápaválasztás védelme lett.
Ezek után várható volt, hogy II. Miklós halála után az első választás erős ellenérzéseket kelt a korabeli hatalmak között. 1061 őszén, a pápa sírja felett már csatarendbe rendeződtek a hildebrandi reformelveket vallók, és azok ellenségei. A hét bíboros-püspök a törvényeknek megfelelően összeült Miklós halála után, és választásuk Lucca püspökére esett. A másik párt Cadalus, parmai püspököt jelölte a pápai trónra, aki mintaképe lehetett volna a reformok ellenzőinek. Cadalus szimóniával jutott hatalmához, és nem vetette meg a mulatságokat sem. A bíborosok kollégiuma megerősítette a hét bíboros-püspök választását, és a pápai trónra emelte Anselmot, aki felvette a II. Sándor uralkodói nevet. Mielőtt felszentelték volna Sándort, a kollégium legátust küldött a császári udvarba, hogy értesítse a régensnőt és a császárt az új egyházfő személyéről. De a német udvar Miklós döntéseiben csak saját jogainak elvesztését látta, ezért meghallgatás nélkül küldték el a bíborosok követét. A főpapok előre sejtve a készülődő vihart, 1061. szeptember 30-án hivatalosan is felszentelték Sándort hivatalába.
Eközben a római nemesek, akik korábban igen fontos tényezőnek számítottak a pápaválasztásban, bosszút esküdtek Miklós törvényei ellen, és szövetségre léptek a reformellenes lombardiai egyházzal. Közös követeik felkeresték a császári udvart, és Ágnes császárné engedélyét kérték egy új pápa megválasztásához. A sértődött német-római udvar beleegyezett a rómaiak kérésébe, és 1061. október 28-án Bázelben összehívott egy birodalmi gyűlést, amelyen egyházfőnek választották meg Cadalust, a parmai püspököt, aki felvette a II. Honoriusz uralkodói nevet. A bázeli gyűlésen egyetlen bíboros sem vett részt, és az érvényes kánoni jog alapján törvénytelen volt a pápaválasztás.
Az ellentét hamarosan háborúhoz vezetett. A császári seregek élén Honoriusz bevonult Rómába, de a pápát támogató normann hadak, és Beatrix valamint Matilda, toszkánai úrnők seregei nem engedték elfoglalni az egész várost, és a Lateránba sem engedték be az ellenpápát. Sándornak azonban máshol is akadtak követői. Így például számíthatott a reformpárti német klérusra is, akik Kölni Anno vezetésével megtámadták és elfoglalták a császári udvart. Ágnes a kudarc nyomán zárdába vonult, a birodalmi seregek pedig felhagytak Róma ostromával. 1062 októberében Augsburgban új birodalmi gyűlést tartottak, ahol úgy rendelkeztek, hogy Burchard, halberstadti püspök Rómában a helyszínen derít fényt Sándor megválasztásának törvényességére.
A püspök Sándor javára döntött, és 1064-ben a mantovai zsinaton elfogadták Sándort legitim egyházfőnek. Ugyanezen a zsinaton az egyházfő kiátkozta Honoriust, aki egészen haláláig, 1072-ig nem akart lemondani a pápai trónról, bár egyre kevesebb jelentőséggel bírt ellenkezése.

## Reform-pontifikátus
Sándor a reformeszmék szellemében lépett fel a pápai trónra. Minden energiáját arra összpontosította, hogy uralkodásának elején sikerüljön győztesként kijönni a trónharcokból. Hildebrand és Damiáni Péter segítségével komoly európai hálózatot épített ki, és szigorú reformpolitikát vezetett be az egyházi életbe. Honorius bukása után a lombardiai egyházmegye vezetését leváltotta, szinte minden egyházi központban reformhívő pápai követeket küldött. Ezek nyomán több főpapot is elmozdított hivatalából. A mainzi, bambergi és strasbourgi érsekektől vezeklést követelt, majd egyházi bíróság előtt kellett felelniük a felhozott vádakra. Még megmentőjét, Annot is sújtotta erkölcsi szigora.
A pápa különösen ellenezte a világi invesztitúrát, a szimóniát, a papi házasságot és bujaságot. Ezek betartatásához ragaszkodott, és a gyenge császári hatalomnak köszönhetően mindenhova elért keze. Soha nem látott sikerként könyvelték el a Lateránban, mikor Sándor elérte, hogy a konstanzi püspök és a reichenaui apát visszaszolgáltassa pásztorbotját és gyűrűjét annak a világi úrnak, akitől azt kapták.
1069-ben IV. Henrikkel, a császárral is komoly vitába keveredett, mert Sándor leváltotta Godfridot, Milánó érsekét, akit az uralkodó nevezett ki az egyházmegye élére. Mire Henrik reagált a pápa döntésére, már Atto, egy reformpárti érsek ült a lombard egyház élén. A császár dühét Sándor a kiátkozás lehetőségével oszlatta szét.
Jelentős nemzetközi eredményeket ért el egész Európában. Főként a Honoriusz elleni harcok idején támogatta a külföldi uralkodókat, lehetséges szövetséget remélve támogatásáért cserébe. Így a normann Roger hadi zászlaját is megáldotta, aki Szicíliát hódította meg. 1066-ban pedig a normandiai herceg, Hódító Vilmos lobogóit áldotta meg, aki hadaival még abban az évben elfoglalta Angliát. Az újraszerveződő angol egyház élére Sándor egykori mesterét, Bec-i Lanfrancot nevezte ki. Egyúttal a canterburyi érseket Anglia prímásának tette meg. I. Sancho Ramírez Aragónia királya hosszas egyezkedés után 1068-ban elismerte Sándor hűbéri elsőbbségét, és a római rítusú liturgiát vette át uralma számára, a helyi szertartások helyett.
1073. április 21-én halt meg.

## Művei
- Documenta Catholica Omnia (latin nyelven). (Hozzáférés: 2011. december 6.)

## Kiegészítő irodalom
- Pope Alexander II - Reigned 1061-1073, The Catholic Encyclopedia (Original, An International Work Of Reference On The Constitution, Doctrine, Discipline, And History Of The Catholic Church) [archivált változat] (angol nyelven). Encyclopedia Press, Inc. (1913. június 24.). Hozzáférés ideje: 2010. március 21. [archiválás ideje: 2010. március 26.]

## További kiegészítések
| Előző pápa: II. Miklós | Római pápa 1061 – 1073 | Következő pápa: VII. Gergely |